# Fascination
Fascination, född 4 april 2009 i Ystad i Skåne län, är en svensk varmblodig travhäst. Hon tränades av Lars I. Nilsson och kördes av Johnny Takter.
Fascination tävlade åren 2011–2015 och sprang in 5,9 miljoner kronor på 38 starter varav 19 segrar, 5 andraplatser och 5 tredjeplatser. Bland hennes främsta meriter räknas segrarna i Svensk Uppfödningslöpning (2011), Breeders' Crown för 2-åriga (2011), Svenskt Trav-Oaks (2012), Derbystoet (2013), en andraplats i Guldstoet (2012), en tredjeplats i Drottning Silvias Pokal (2013) och en fjärdeplats i Stochampionatet (2013).
Efter tävlingskarriären har hon varit avelssto. Hon fick sin första avkomma Trix on Line (efter Trixton) den 20 april 2016.